# Bohdanivka, Novi Sanjarî
Bohdanivka (în ucraineană Богданівка) este localitatea de reședință a comunei Bohdanivka din raionul Novi Sanjarî, regiunea Poltava, Ucraina.

## Demografie
Componența lingvistică a localității Bohdanivka
     Ucraineană (97,43%)
     Rusă (2,57%)
Conform recensământului din 2001, majoritatea populației localității Bohdanivka era vorbitoare de ucraineană (97,43%), existând în minoritate și vorbitori de rusă (2,57%).